# チャックD
チャックD（Chuck D）として知られる、カールトン・ダグラス・リーデンアワー（Carlton Douglas Ridenhour、1960年8月1日 - ）は、アメリカ合衆国ニューヨーク市クイーンズ区生まれで、同州ナッソー郡ルーズベルト出身のラッパー。ヒップホップ・グループのパブリック・エナミーやプロフェッツ・オブ・レイジのメンバーとして活動している。

## 来歴

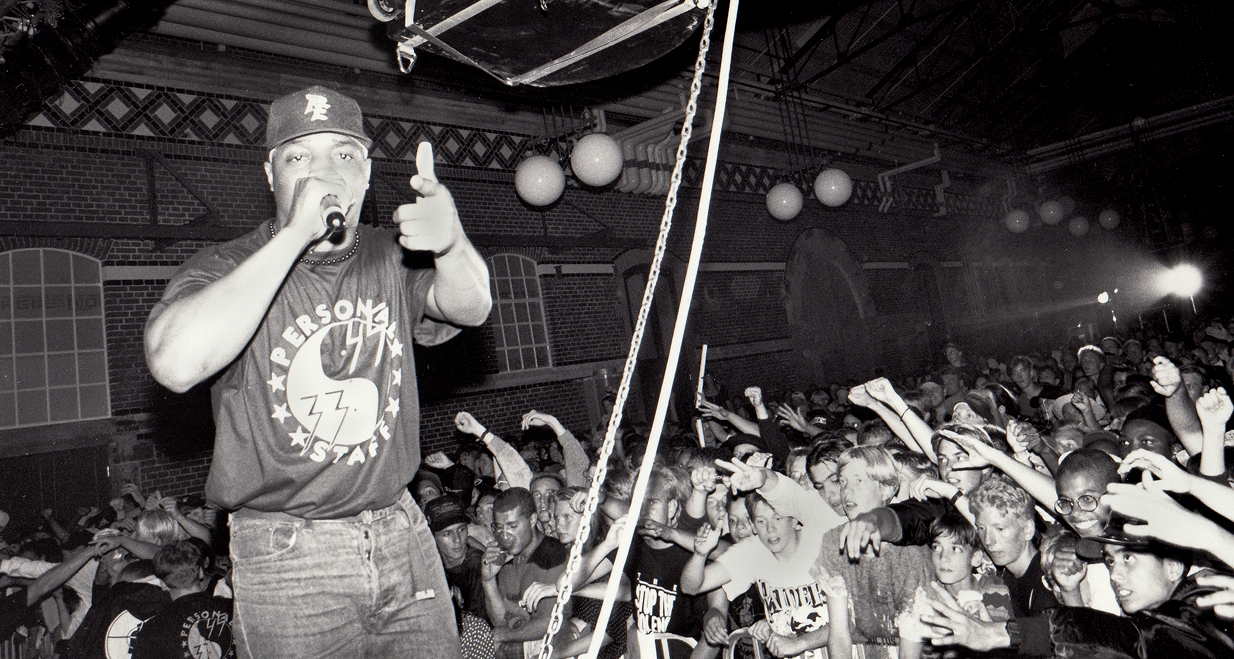
マルメでのライブ（1991年）

ニューヨーク市のクイーンズ区生まれ。その後ナッソー郡のルーズベルトで育ち、ルーズベルト高等学校を卒業。卒業後はグラフィックデザインを学ぶためアデルフィ大学へ進学。同大学では学生が運営するラジオ局・WBAUで活動。WBAUでは後にボム・スクワッドで活動を共にするハンク・ショックリーや、ビル・ステフニー（後にデフ・ジャム・レコーディングスのエグゼクティブ・プロデューサー）と出会う。1984年に学士を取得。2013年には名誉博士号を受章している。
WBAUでは「Chuckie D.」としてステフニーの番組に出演。番組のテープを聴いたデフ・ジャム・レコーディングスの設立者、リック・ルービンがリーデンアワーにラップを始めないかと呼びかけた。ルービンはプロデューサーにショックリー、マーケティングにステフニー、DJをノーマン・ロジャース（後のターミネーターX）とする計画を立案。リーデンアワーは「チャックD」（Chuck D）と名乗り、アデルフィ大学在学時に知り合ったウィリアム・ドレイトン（フレイヴァー・フレイヴ）と共にヒップホップ・グループ「パブリック・エナミー」を結成。1987年にファースト・アルバム『YO!BUM ラッシュ・ザ・ショウ』をリリースした。
1993年にはジャネット・ジャクソンの「ニュー・アジェンダ」に参加。
1996年にマーキュリー・レコードと契約し、ソロとして初のアルバム『オートバイオグラフィ・オブ・ミスタチャック』をリリース。
2012年12月11日、パブリック・エナミーのメンバーとして、ロックの殿堂（2013年度）の受賞が発表された。
2016年にレイジ・アゲインスト・ザ・マシーンのトム・モレロらと共にプロフェッツ・オブ・レイジを結成した。

## ディスコグラフィ

### スタジオ・アルバム
- 『オートバイオグラフィ・オブ・ミスタチャック』 - Autobiography of Mistachuck (1996年)
- The Black in Man (2014年)
- If I Can't Change the People Around Me I Change the People Around Me (2016年)[7][8]
- Celebration of Ignorance (2018年)

### 参加コンピレーション・アルバム
- Action (DJ Matheos Worldwide International Remix) – Most*hifi (featuring Chuck D. and Huggy) (2010年)[9]
- Don't Rhyme for the Sake of Riddlin' (as Mistachuck) (2012年)

### コンフロンテーション・キャンプ
- Objects in the Mirror Are Closer Than They Appear (2001年)

## フィルモグラフィ

### 映画
- Rhyme & Reason (1997年)
- アラン・スミシー・フィルム (1998年) - レオン・ブラザーズ役・音楽担当
- Something from Nothing: The Art of Rap (2012年)
- The Bet (2016年) - チャールズ・マックD役